# Otto von Cossel (Landrat)
Otto Paschen von Cossel (* 22. Juni 1845 in Rendsburg; † 22. September 1915 in Eberswalde) war ein preußischer Landrat.

## Leben
Er entstammte dem mecklenburgischen Adelsgeschlecht von Cossel und war der Sohn des königlich dänischen Kammerherrn und Oberamtmannes Johann Detloff von Cossel (1805–1891) aus dem Hause Jersbek und der Karoline Steman (1810–1885) aus dänischem Adel.
Cossel studierte Rechtswissenschaft zunächst an der Universität Leipzig und wurde 1865 im Corps Misnia Leipzig aktiv. Als Inaktiver wechselte er an die Friedrich-Wilhelms-Universität Berlin und zum 11. November 1865 an die Ruprecht-Karls-Universität Heidelberg. Später war er königlich preußischer Kammerherr und Geheimer Regierungsrat.
Am 30. August 1876 wurde Cossel als Regierungsassessor zunächst kommissarisch vom Staatsministerium für das Herzogtum Sachsen-Lauenburg aus Berlin mit der Position des Landrats des Kreises Geldern in der Rheinprovinz betraut. Vom 17. August 1877 bis zum 10. Oktober 1890 war er offiziell preußischer Landrat in Geldern. Am 6. November 1890 wurde er dann mit der kommissarischen Verwaltung des Landkreises Jüterbog in Brandenburg beauftragt und am 20. April 1891 offiziell als Landrat nach Jüterbog versetzt.
Cossel heiratete standesamtlich am 18. Januar, kirchlich am 21. Januar 1882 in Stuttgart Sophie Gräfin von Zeppelin-Aschhausen (* 18. Oktober 1856 in Stuttgart; † 18. November 1945 in Dobritz, Landkreis Zerbst), die Tochter des königlich württembergischen Geheimen Legationsrats Maximilian Graf von Zeppelin-Aschhausen (1824–1867), Vortragender Rat im württembergischen Außenministerium, und der Marie Freiin von Maucler (1837–1861). Aus dieser Ehe stammten der gleichnamige Genealoge Otto von Cossel (1883–1967), der Regierungsrat Hans von Cossel (1886–1975) und der Offizier der kaiserlichen Luftstreitkräfte, Beobachtungsflieger und Oberst Maximilian von Cossel (1897–1967). Eine Tochter namens Karoline (1889–1945) heiratete den Ornithologen Leopold von Kalitsch (1889–1967).